# Поимцев, Василий Николаевич
Василий Николаевич Поимцев — советский хозяйственный, государственный и политический деятель.

## Биография
Родился в 1941 году в поселке Вольный. Член КПСС.
Окончил Саратовский политехнический институт.
До 1966 — плотник СМУ-32 треста № 7 города Саратова, мастер производственного обучения строительного училища № 12 в посёлке Горный Краснопартизанского района Саратовской области, плотник СМУ-32.
В 1966—1980 — бригадир комплексной бригады СМУ-32 треста № 7 города Саратова.
В 1980—1984 — начальник СМУ-32.
В 1984—1990 — управляющий трестом № 7.
В 1990—2002 — председатель государственно-кооперативного объединения «Саратовстрой», председатель правления ТОО «Саратовстрой», генеральный директор ЗАО «Саратовстрой».
В 2002—2004 — директор ООО «Трест № 7».
С 2004 — работник аппарата Саратовской областной думы.
Делегат XXV съезда КПСС.
Указом Президента РФ № 39 от 15 января 1998 года награждён орденом «За заслуги перед Отечеством» IV степени.
Живёт в Саратове.

## Награды
- Орден Ленина
- Орден Трудового Красного Знамени
- Орден Знак Почёта